# Mesjid (Panteraja)
Mesjid is een bestuurslaag in het regentschap Pidie Jaya van de provincie Atjeh, Indonesië. Mesjid telt 1042 inwoners (volkstelling 2010).